# Saison 2003-2004 du Club athlétique Brive Corrèze
 (décembre 2011).
Si vous disposez d'ouvrages ou d'articles de référence ou si vous connaissez des sites web de qualité traitant du thème abordé ici, merci de compléter l'article en donnant les références utiles à sa vérifiabilité et en les liant à la section « Notes et références ».
Cette page présente la saison 2003-2004 du CA Brive Corrèze.

## Entraîneurs
Pour la saison 2003-2004, l'équipe du CA Brive est entrainée par Éric Alégret et Didier Faugeron, deux anciens joueurs du club.

## Transferts

### Départs
| Joueur             | Poste(s)               | Nationalité | Destination     |
| ------------------ | ---------------------- | ----------- | --------------- |
| E. Colombani       | centre                 | France      | Valence sportif |
| Eduardo Simone     | centre                 | Argentine   | Liceo Naval     |
| Sam Payne          | demi de mêlée          | Australie   | -               |
| Sorin Socol        | troisième ligne centre | Roumanie    | SU Agen         |
| Emmanuel Balthazar | troisième ligne centre | France      | USA Limoges     |
| Matthieu Molinier  | centre                 | France      | USA Limoges     |
| Sébastien Maumus   | pilier                 | France      | -               |
| S. Peysson         | troisième ligne        | France      | USA Limoges     |
| J. Gay             | centre                 | France      | -               |

### Arrivées
| Joueur            | Poste(s)        | Nationalité | Club précédent      |
| ----------------- | --------------- | ----------- | ------------------- |
| Julien Laharrague | ailier          | France      | AS Béziers          |
| Ludovic Valbon    | centre          | France      | CA Bègles-Bordeaux  |
| Nicolas Couttet   | centre          | France      | USA Perpignan       |
| David Rodriguez   | pilier          | Argentine   | CA Périgueux        |
| John Tait         | deuxième ligne  | Canada      | Cardiff Blues       |
| Jawad Djoudi      | talonneur       | France      | CS Bourgoin-Jallieu |
| Simon Azoulai     | troisième ligne | France      | CA Bègles-Bordeaux  |

## Effectif 2003-2004
| Nom                   | Poste                | Nationalité sportive | Dernier club          | Arrivée au club |
| --------------------- | -------------------- | -------------------- | --------------------- | --------------- |
| Yves Pedrosa          | talonneur            | France               | AS Montferrand        | 2002            |
| Jawad Djoudi          | talonneur            | France               | CS Bourgoin-Jallieu   | 2003            |
| Benoit Bassoul        | talonneur            | France               | -                     |                 |
| Xavier Naulleau       | pilier               | France               | -                     | -               |
| Luc Pakihivatau       | pilier               | France               | FC Grenoble           | 2000            |
| Eric Bouti            | pilier               | France               | Pau                   | 2002            |
| David Rodriguez       | pilier               | Argentine            | CA Périgueux          | 2003            |
| Pierre Capdevielle    | pilier               | France               | AS Montferrand        | 2001            |
| Yvan Manhes           | deuxième ligne       | France               | Stade aurillacois     | 1995            |
| John Tait             | deuxième ligne       | Canada               | Cardiff Blues         | 2003            |
| Samuel Chinarro       | deuxième ligne       | France               | Castres olympique     | 2002            |
| John Welborn          | deuxième ligne       | Australie            | FC Grenoble           | 2001            |
| Alexandre Maleyrie    | troisième ligne      | France               | -                     | -               |
| Emmanuel Amapakabo    | troisième ligne aile | France               | FC Grenoble           | 2001            |
| Jérôme Bonvoisin      | troisième ligne aile | France               | AS Montferrand        | 2001            |
| David Gabin           | troisième ligne      | France               | Castres olympique     | 2001            |
| Simon Azoulai         | troisième ligne      | France               | CA Bègles-Bordeaux    | 2003            |
| Jean-Baptiste Péjoine | demi de mêlée        | France               | Stade bordelais       | 2000            |
| Valentin Courrent     | demi de mêlée        | France               | AC Bobigny            | 2000            |
| Régis Lespinas        | demi d'ouverture     | France               | Formé au club         | 2002            |
| Sébastien Laloo       | demi d'ouverture     | France               | CA Bègles-Bordeaux    | 2002            |
| Alain Penaud          | demi d'ouverture     | France               | Stade toulousain      | 2001            |
| Tim Bowker            | centre               | Australie            | Randwick              | 2000            |
| Cédric Leite          | centre               | France               | Formé au club         | 1997            |
| Nicolas Couttet       | centre               | France               | USA Perpignan         | 2003            |
| Ludovic Valbon        | centre               | France               | CA Bègles-Bordeaux    | 2003            |
| Jérôme Naves          | ailier               | France               | Formé au club         | 2001            |
| Yves Donguy           | ailier               | France               | Formé au club         | 2001            |
| Julien Laharrague     | ailier               | France               | AS Béziers            | 2003            |
| Nicolas Le Roux       | Arrière              | France               | Racing club de France | 2000            |

## La saison
L'ancien capitaine et entraîneur du club, Amédée Domenech, décède en septembre 2003. Le Stadium de Brive sera renommé en son honneur, devenant ainsi le Stade Amédée-Domenech.

### Championnat de France

#### Récit
Le CAB fait son grand retour dans l’élite, appelée désormais Top 16. Le championnat est composé de deux poules de huit équipes. En ce début de saison, les plus grands clubs du championnat sont privés de leurs internationaux retenus à la coupe du monde qui se déroule en Australie. Le 2 septembre 2003, c’est Agen, demi-finaliste de la dernière édition et finaliste du Championnat 2001-2002, qui vient affronter les Corréziens, en ouverture du Championnat. Le retour dans l’élite est réussi pour Brive : victoire 40-24. Le début de la saison est réussi, grâce à des formations adverses amoindries par l’absence de leurs cadres, le CAB gagne ses cinq premiers matchs, dont deux à l’extérieur, à Colomiers et à Montferrand. Brive est leader de sa poule au terme des matchs aller. Lors des matchs retour, les coujoux réussissent l’exploit de battre le Stade français champion de France en titre au stade Jean-Bouin. Ils s’inclinent en revanche à Pau, Agen, Castres et contre l'Association sportive montferrandaise Clermont Auvergne à domicile. Malgré cela, les Corréziens finissent deuxièmes de leur poule et se qualifient pour les play-off. Ces play-off se déroulent en deux poules de quatre équipes, en fonction du classement lors du premier tour. Brive hérite de trois adversaires coriaces, qui sont les trois dernières équipes à avoir été championnes de France : le Biarritz olympique, le Stade toulousain et le Stade français. le CAB ne parviendra à gagner qu’un seul match, celui à domicile contre le Stade français, sur le score de 24-19.

#### Résultats des matchs de championnat
| Date             | Équipe receveuse    | Score | Équipe visiteuse    |
| ---------------- | ------------------- | ----- | ------------------- |
| 11 octobre 2003  | CA Brive            | 40-24 | SU Agen             |
| 18 octobre 2003  | CA Brive            | 38-23 | Stade français      |
| 25 octobre 2003  | AS Montferrand      | 7-21  | CA Brive            |
| 28 novembre 2003 | Brive               | 26-15 | CS Bourgoin-Jallieu |
| 19 décembre 2003 | US Colomiers        | 18-19 | CA Brive            |
| 30 décembre 2003 | CA Brive            | 29-29 | Section paloise     |
| 3 janvier 2004   | Castres olympique   | 26-13 | CA Brive            |
| 7 février 2004   | SU Agen             | 22-15 | CA Brive            |
| 28 février 2004  | Stade français      | 26-28 | CA Brive            |
| 13 mars 2004     | CA Brive            | 8-10  | AS Montferrand      |
| 3 avril 2004     | CS Bourgoin-Jallieu | 39-6  | CA Brive            |
| 17 avril 2004    | CA Brive            | 48-13 | US Colomiers        |
| 24 avril 2004    | Section paloise     | 29-14 | CA Brive            |
| 2 mai 2004       | CA Brive            | 25-20 | Castres olympique   |

| Date         | Équipe receveuse   | Score | Équipe visiteuse   |
| ------------ | ------------------ | ----- | ------------------ |
| 8 mai 2004   | CA Brive           | 9-29  | Stade toulousain   |
| 15 mai 2004  | Biarritz olympique | 38-11 | CA Brive           |
| 22 mai 2004  | Stade français     | 34-10 | CA Brive           |
| 29 mai 2004  | CA Brive           | 24-19 | Stade français     |
| 5 juin 2004  | Stade toulousain   | 21-8  | CA Brive           |
| 12 juin 2004 | CA Brive           | 20-37 | Biarritz olympique |

### Challenge Sud-Radio

#### Récit
Le CAB participe à cette compétition anciennement appelée Coupe de la Ligue. Dans la phase de poule, qui précède le début du Championnat, Les Brivistes affrontent le Stade français Paris, l’USAP (vice-championne d’Europe) et le RC Narbonne. Brive s’incline de peu à Perpignan (40-36) en ouverture, puis décroche quatre victoires de rang, dont deux face au Champion de France Paris. Bien que battus lors de la dernière journée des phases de poules par Narbonne au Parc des sports et de l'amitié, Brive décroche son billet pour les quarts de finale, tout en ayant le privilège de disputer la rencontre à domicile. C’est son grand rival Montferrand qui lui est opposé. Les Coujoux sauront profiter de l’absence des Auvergnats Aurélien Rougerie, Olivier Magne, Tony Marsh pour s’imposer 23-19. les Cabistes s'inclineront ensuite aux portes de la finale face au CSBJ à Toulouse sur un score de 36 à 27.

#### Résultats des matchs de Coupe de la Ligue
| Date              | Équipe receveuse | Score | Équipe visiteuse |
| ----------------- | ---------------- | ----- | ---------------- |
| 29 août 2003      | USA Perpignan    | 40-36 | CA Brive         |
| 5 septembre 2003  | CA Brive         | 24-15 | RC Narbonne      |
| 13 septembre 2003 | Stade français   | 32-41 | CA Brive         |
| 20 septembre 2003 | CA Brive         | 36-13 | Stade français   |
| 27 septembre 2003 | CA Brive         | 43-13 | USA Perpignan    |
| 4 octobre 2003    | RC Narbonne      | 18-6  | CA Brive         |

| Date            | Équipe receveuse | Score | Équipe visiteuse |
| --------------- | ---------------- | ----- | ---------------- |
| 2 novembre 2003 | CA Brive         | 23-19 | AS Montferrand   |

| Date            | Équipe receveuse    | Score | Équipe visiteuse |
| --------------- | ------------------- | ----- | ---------------- |
| 8 novembre 2003 | CS Bourgoin-Jallieu | 36-27 | CA Brive         |

### Challenge européen
Après deux saisons compliquées en Pro D2, le CA Briviste retrouve les compétitions européennes. L’organisation du Challenge Européen a été modifiée, elle se déroule désormais par élimination directe en matchs aller-retour. Le premier tour équivaut à des seizièmes de finale. Les Cabistes sont opposés aux Italiens de Viadana. Le match aller se passe tranquillement pour les Gaillards, large vainqueurs (39-3). Les Transalpins prendront leur revanche chez eux une semaine plus tard (38-22). Grâce à un total de points supérieur à son adversaire, Brive accède au second tour. Le Castres olympique est son challenger et le scénario est quasiment le même qu’au premier tour : victoire à domicile au match aller (30-17), courte défaite au retour dans le Tarn au retour (31-28). Pour son retour sur la scène européenne, le CA Brive Corrèze n’est plus qu’à une marche du dernier carré. Ce sera la marche de trop : face au club anglais des Harlequins, les Corréziens sont dominés à Londres 41-8 à l’aller. Le succès du match retour à Brive (36-20) est insuffisant. Comme trois ans auparavant, les Harlequins éliminent les Brivistes en quarts de finale du Challenge européen.
| Date             | Équipe receveuse | Score | Équipe visiteuse |
| ---------------- | ---------------- | ----- | ---------------- |
| 6 décembre 2003  | CA Brive         | 39-3  | Arix Viadana     |
| 14 décembre 2003 | Arix Viadana     | 38-22 | CA Brive         |

| Date            | Équipe receveuse  | Score | Équipe visiteuse  |
| --------------- | ----------------- | ----- | ----------------- |
| 11 janvier 2004 | CA Brive          | 30-17 | Castres olympique |
| 18 janvier 2004 | Castres olympique | 31-28 | CA Brive          |

| Date             | Équipe receveuse | Score | Équipe visiteuse |
| ---------------- | ---------------- | ----- | ---------------- |
| 24 janvier 2004  | Harlequins       | 41-8  | CA Brive         |
| 1er février 2004 | CA Brive         | 36-20 | Harlequins       |